# Смєтливий (протичовновий корабель)
«Смєтливий» (рос. «Сметливый», досл. «Кмітливий») — радянський та російський великий протичовновий корабель проєкту 61 типу «Комсомолець України». Останній корабель із серії «співаючих фрегатів», які залишилися в строю ВМФ Росії. Бортовий № 810.

## Історія

### Будівництво
Корабель було закладено 15 липня 1966 року на суднобудівному заводі імені 61 комунара в Миколаєві. 15 червня 1968 року корабель зарахували до списків кораблів Військово-морського флоту СРСР. 26 серпня 1967 року корабель спустили на воду, а вже 25 вересня 1969 року він вступив у стрій. 21 жовтня 1969 року «Кмітливого» включили до складу Чорноморського флоту.

### Служба
З 6 по 12 березня 1973 року корабель відвідав Латакію, Сирія. З 26 вересня по 1 жовтня того ж року «Смєтливий» перебував з візитом в Спліті, Югославія. З 9 по 13 серпня 1974 року наніс візит у Варну, Болгарія. Згодом, з 26 червня по 1 липня 1980 року, корабель здійснив похід у Туніс.
1987 року «Смєтливий» був капітально відремонтований на верфі у Севастополі, а в 1990—1995 роках корабель модернізували за новим проєктом 01090. Головною особливістю цієї модернізації стало застосування нового морського неакустичного комплексу МНК-300, антеною якого служить буксируючий за кормою 300-метровий кабель, що приймає комплекс різних випромінювань і реагує на тепловий, радіаційний та шумовий слід субмарини супротивника.
Так само на місці двох РБУ-1000 встановили 8 напрямних для контейнерів протикорабельних ракет «Уран», демонтували кормову артилерійську башту і на краю корми надбудували приміщення для МНК-300. Біля ходової рубки розмістили корабельні комплекси радіоелектронного придушення ПК-10 та ПК-16, а також декілька додаткових РЛС і систем управління для ПКР.
У 2003 році у складі групи кораблів Чорноморського флоту брав участь в океанських військово-морських навчаннях в Індійському океані спільно з Тихоокеанським флотом і з ВМС Індії. У 2006 році корабель пройшов плановий ремонт у Новоросійську на судноремонтному заводі.
В період 30 жовтня по 19 листопада 2011 року корабель брав участь в російсько-італійських військово-морських навчаннях «Іоніекс-2011» в Середземному морі. З 1 квітня по 31 травня 2012 ніс бойову службу в Середземному морі і відвідав сирійський порт Тартус. У жовтні 2012 року ніс бойову службу в Середземному морі.
У районі острова Лемнос (Греція) 13 грудня 2015 відкрив вогонь в напрямку турецького судна. Російська сторона це прокоментувала, як попереджувальний вогонь задля уникнення зіткнення із турецьким судном.
9 вересня 2016, увійшов до економічної зони України поблизу острову Зміїний. Був виявлений арт.катерами (U174) «Аккерман» та (U175) «Бердянськ», під час проходження навчальних стрільб. За підтримки фрегата "Гетьман Сагайдачний" був витіснений за межі територіальних вод України.
10 липня 2019 року, незважаючи на прибережне сповіщення про закриття території для проведення міжнародних навчань «Sea Breeze 2019», протичовновий корабель «Смєтливий» Чорноморського флоту Росії, зайшов близько 08:00 10 липня 2019 року на територію, що була закрита для навігації і де практичну морську артилерійську стрільбу проводила військово-морська група міжнародної коаліції, чим спровокував небезпечну ситуацію.

## Командири
| Командир                  | Роки командування   | Звання           |
| ------------------------- | ------------------- | ---------------- |
| Смоляк Ігор Володимирович | 1999-?              | Капітан II рангу |
| Скоков Віктор Миколайович | 2009—теперішній час | Капітан II рангу |